# Olinto M. Barsanti

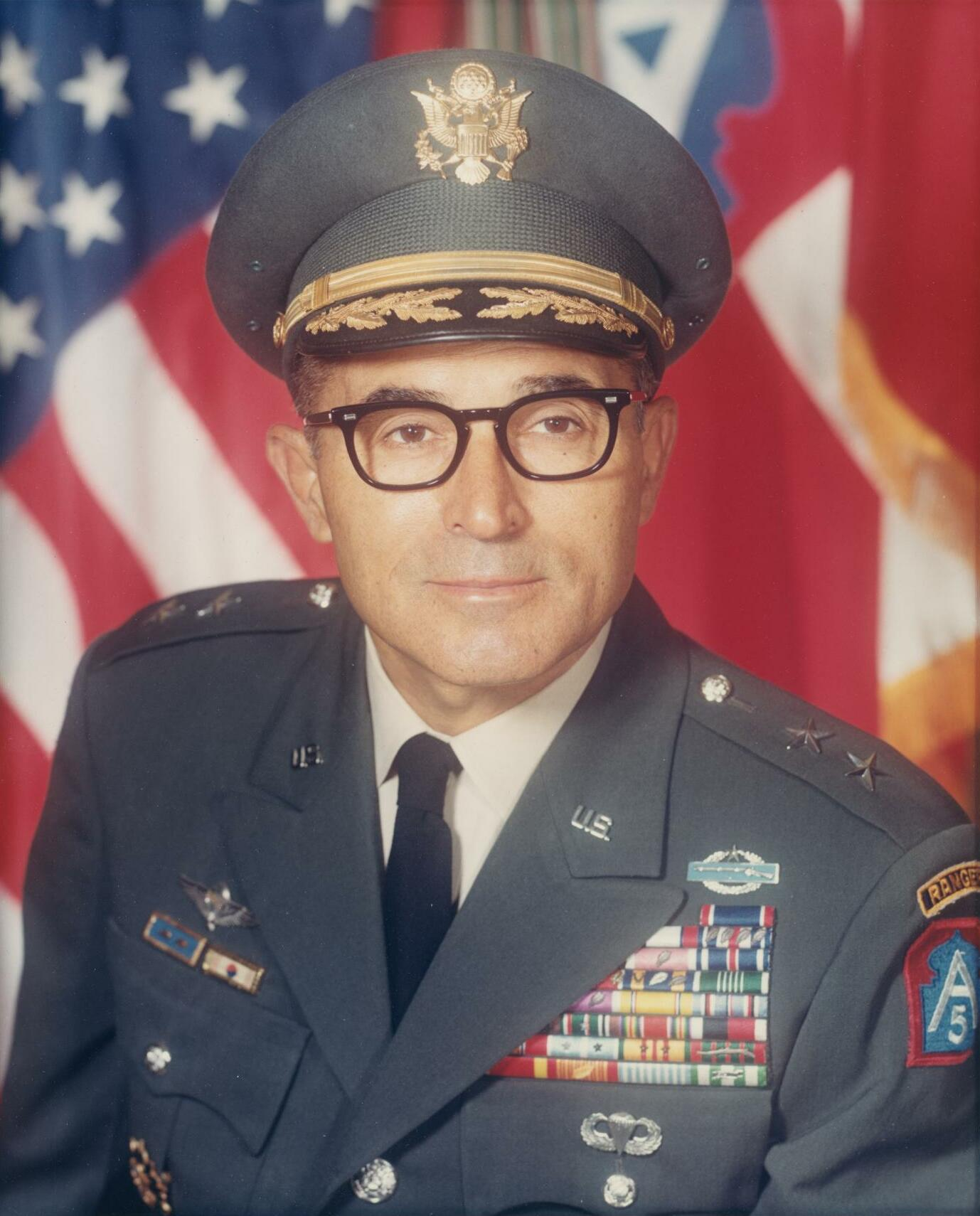
Olinto Mark Barsanti

Olinto Mark Barsanti (* 11. November 1917 in Tonopah, Nye County, Nevada; † 2. Mai 1973 in Chicago, Illinois) war ein Generalmajor der United States Army.
Über das ROTC-Programm der University of Nevada in Reno gelangte Mark Barsanti im Jahr 1940 in das Offizierskorps des US-Heeres. Dort wurde er als Leutnant der Infanterie zugeteilt. In der Armee durchlief er anschließend alle Offiziersränge vom Leutnant bis zum Zwei-Sterne-General.
Im Lauf seiner militärischen Karriere absolvierte er verschiedene Kurse und Schulungen. Dazu gehörten unter anderem die Infantry School (1940), das Command and General Staff College (1946), das Armed Forces Staff College (1953) und das National War College (1957–1958).
In seinen jüngeren Jahren absolvierte Mark Barsanti den für Offiziere in den niederen Rangstufen üblichen Dienst in verschiedenen Einheiten und Standorten. Im weiteren Verlauf seiner Laufbahn kommandierte er Einheiten auf fast allen militärischen Ebenen. Zwischenzeitlich wurde er auch als Stabsoffizier eingesetzt. Zur Zeit des amerikanischen Eintritts in den Zweiten Weltkrieg diente Barsanti als Kompaniechef im 38. Infanterieregiment, das der 2. Infanteriedivision unterstand. Im weiteren Verlauf stieg er zum Bataillonskommandeur, ebenfalls im 38. Infanterieregiment, auf. Im Oktober 1943 wurde er mit der gesamten Division nach Nordirland verlegt.
Nur eine Woche nach der Alliierten Landung in der Normandie wurde auch Mark Barsanti mit seiner Einheit nach Frankreich verlegt, um aktiv am Kriegsgeschehen teilzunehmen. Er blieb bis zum Ende des Kriegs Bataillonskommandeur im 38. Infanterieregiment. Zusammen mit anderen Einheiten drangen er und seine Einheit durch Frankreich und Belgien bis nach Deutschland vor. Dabei war er auch an der Niederschlagung der deutschen Ardennenoffensive beteiligt. Er war auch an anderen Gefechten beteiligt und wurde dabei mehrfach verwundet.
Nach seiner Rückkehr in die Vereinigten Staaten wurde Barsanti für einige Zeit in Oklahoma und Texas stationiert. Es folgte sein bereits erwähntes Studium am Command and General Staff College. Von Juli 1946 bis Juli 1949 gehörte er dem Lehrkörper dieser Bildungsanstalt an. Anschließend wurde er nach Tokio ins dortige amerikanische Hauptquartier versetzt, wo er als Stabsoffizier diente. Wenig später begann der Koreakrieg an dem Barasanti ebenfalls aktiv teilnahm. Er erfüllte erfolgreich eine Geheimmission hinter den feindlichen Linien und wurde dann Kommandeur des 9. Infanterieregiments. Während der Kampfhandlungen wurde er wieder verwundet und im August 1951 nach Japan zur Behandlung ausgeflogen. Ende des Jahres kehrte er in die Vereinigten Staaten zurück, wo er in Indiana Stabsaufgaben beim VI. Korps erfüllte. Nach dem Studium am Armed Forces Staff College wurde er im Jahr 1954 nach Deutschland versetzt, wo er bis 1955 Stabsoffizier im amerikanischen Hauptquartier war. Danach war er bis 1957 Stabschef der Berlin Brigade. Daran schlossen sich bis 1963 einige Jahre als Stabsoffizier im Pentagon an. Diese Zeit war durch sein Studium am National War College (1957–1958) unterbrochen.
In den Jahren 1963 und 1964 war Mark Barasanti in Südkorea stationiert, wo er dem Stab der 7. Infanteriedivision angehörte. Danach wurde er erneut nach Deutschland versetzt und leitete im dortigen USAREUR-Hauptquartier in Heidelberg als Comptroller die Stabsabteilung für Finanzen (G8). Im Mai 1966 wurde er Stabschef beim in Frankfurt am Main stationierten V. Korps. Von November 1966 bis Mai 1967 gehörte Barasanti dem Stab des United States Army Materiel Commands an, wo er unter anderem erneut als Comptroller tätig war.
Im Mai 1967 wurde er zum Generalmajor befördert. Von Juli 1967 bis Juli 1968 hatte er das Kommando über die 101. Luftlandedivision, die seit August 1967 im Vietnamkrieg eingesetzt war. Barasanti war mit seiner Division auch an der Abwehr der Tet-Offensive beteiligt. Sein letzter militärischer Posten war die des Stabschefs der 5. Armee in Fort Sheridan. Anschließend ging er aus gesundheitlichen Gründen in den Ruhestand.
Trotz seiner Krebserkrankung nahm Mark Barasanti nach seinem Ausscheiden aus dem Militärdienst ein Angebot der American Automobile Manufacturers Association an und wurde für wenige Monate Mitglied in deren Vorstand. Als sich sein Gesundheitszustand weiter verschlechterte, legte er dieses Amt nieder und zog nach Chicago, wo er am 2. Mai 1973 verstarb. Er wurde auf dem amerikanischen Nationalfriedhof Arlington beigesetzt.

## Orden und Auszeichnungen
Olinto Barsanti erhielt im Lauf seiner militärischen Laufbahn unter anderem folgende Auszeichnungen:
- Distinguished Service Cross
- Army Distinguished Service Medal
- Silver Star
- Legion of Merit
- Distinguished Flying Cross
- Bronze Star Medal
- Air Medal
- Purple Heart
- Army Commendation Medal
- Presidential Unit Citation
- American Defense Service Medal
- American Campaign Medal
- European-African-Middle Eastern Campaign Medal
- World War II Victory Medal
- Army of Occupation Medal
- National Defense Service Medal
- Korean Service Medal
- Vietnam Service Medal
- Croix de Guerre (Frankreich)
- National Order of Vietnam (Südvietnam)
- Gallantry Cross (Südvietnam)
- Republic of Korea Presidential Unit Citation (Südkorea)
- Civil Actions Medal (Südvietnam)
- United Nations Korea Medal (UNO)
- Vietnam Campaign Medal (Südvietnam)
- Combat Infantryman Badge